# 2:a stridsvagnsarmén
2:a stridsvagnsarmén var en armé i Röda armén under andra världskriget. Den bildades i februari 1943.

## Slag

### Kursk
Armén tillhörde Centralfronten.

#### Organisation
Arméns organisation.
- 3:e stridsvagnskåren
- 16:e stridsvagnskåren